# إيمري تسدمير
إيمري طشدمير (مواليد 8 أغسطس 1995) هو لاعب كرة قدم تركي يلعب في مركز الظهير الأيسر في نادي غلطة سراي.

## وصلات خارجية
- إيمري طشدمير على موقع الاتحاد الأوربي (الإنجليزية)
- إيمري طشدمير على موقع اتحاد تركيا (لاعب) (الإنجليزية)
- إيمري طشدمير على موقع قاعدة بيانات كرة القدم.إي يو (الإنجليزية)
- إيمري طشدمير على موقع ناشيونال فوتبول تيمز (الإنجليزية)
- إيمري طشدمير على موقع Soccerway.com (الإنجليزية)
- إيمري طشدمير على موقع عالم كرة القدم.نت (الإنجليزية)